# Men in Black (chanson)
Pour les articles homonymes, voir Men in Black.
Singles de Will Smith
Just Cruisin'
(1997)
Men in Black est un single de 1997 du chanteur et acteur américain Will Smith avec la participation de Coko du groupe SWV. La chanson provient du film Men in Black (1997) dans lequel Will Smith est également acteur.

## Historique
La chanson est présente sur les albums Men in Black: The Album (1997) — la bande originale du film —, Big Willie Style (1997) de Will Smith et Greatest Hits de DJ Jazzy Jeff and The Fresh Prince.
Men in Black est construite sur un sample de Forget Me Nots de Patrice Rushen.
La chanson a permis à Will Smith de remporter un Grammy Award en 1998 pour la « meilleure performance rap solo ».

## Certification
| Région                                                                                                 | Certification | Ventes/Streams |
| --- | ------------- | -------------- |
| France (SNEP)                                                                                          | Diamant       |                |
| *Ventes selon la certification ^Mise en rayon selon la certification xNon précisé par la certification |               |                |